# 카복실레이스
카복실레이스(영어: carboxylase) 또는 카복실화효소는 기질을 이산화 탄소와 반응시켜 카복실기를 생성하는 화학 반응을 촉매하는 효소를 총칭해서 이르는 말이다.

## 카복실화
카복실화는 화합물에 카복시기를 도입하는 반응을 통틀어 이르는 말이다. 생화학에서 카복실화 반응을 촉매하는 대표적인 효소로는 캘빈 회로의 루비스코(리불로스 1,5-이중인산 카복실화효소/산소화효소)가 있다.

## 같이 보기
- 카복실화 반응
- 탈카복실화